# Konrad Huber
Konrad Walentin „Konni” Huber (ur. 4 listopada 1892 w Helsinkach, zm. 4 grudnia 1960 tamże) – fiński strzelec, medalista olimpijski i mistrz świata. Brat Roberta, także strzelca.

## Kariera
Dwukrotny uczestnik igrzysk olimpijskich (IO 1924, IO 1952). Podczas swojego pierwszego startu został wicemistrzem olimpijskim w trapie, przegrywając wyłącznie z Gyulą Halasym. W zawodach drużynowych zdobył brązowy medal, uzyskując najlepszy rezultat wśród fińskich strzelców (skład zespołu: Werner Ekman, Konrad Huber, Robert Huber, Georg Nordblad, Robert Tikkanen, Karl Magnus Wegelius). 28 lat później zajął 5. miejsce w zawodach indywidualnych.
Podczas swojej kariery Konrad Huber zdobył 4 medale na mistrzostwach świata. Jedyny tytuł indywidualny osiągnął w 1937 roku, gdy został mistrzem świata w trapie. Na tym samym turnieju wywalczył również złoto w turnieju drużynowym. Ponadto był srebrnym medalistą w 1929 roku i brązowym w 1947 roku.
Na mistrzostwach Europy Huber zdobył brązowy medal indywidualnie i złoty drużynowo w 1937 roku. Zawody te nie są jednak uważane za oficjalne przez ISSF.

## Wyniki

### Igrzyska olimpijskie
| Igrzyska      | Konkurencja | Wynik                           | Miejsce | Źródło |
| ------------- | ----------- | ------------------------------- | ------- | ------ |
| Paryż 1924    | Trap        | 98 pkt.                         |         | [ 1 ]  |
| Paryż 1924    | Trap        | 360 pkt. (druż.) 94 pkt. (ind.) |         | [ 2 ]  |
| Helsinki 1952 | Trap        | 188 pkt. (93–95)                | 5       | [ 3 ]  |

### Medale mistrzostw świata
Opracowano na podstawie materiałów źródłowych:
| Mistrzostwa    | Konkurencja     | Wynik             | Miejsce |
| -------------- | --------------- | ----------------- | ------- |
| Sztokholm 1929 | Trap, drużynowo | 744 pkt. (druż.)  |         |
| Helsinki 1937  | Trap            | 294 pkt.          |         |
| Helsinki 1937  | Trap, drużynowo | 1155 pkt. (druż.) |         |
| Sztokholm 1947 | Trap, drużynowo | 681 pkt. (druż.)  |         |